# Reinhold Niebuhr
Karl Paul Reinhold Niebuhr (Wright City, Missouri, 21 de junho de 1892 — Stockbridge, Massachusetts, 1 de junho de 1971) foi um teólogo estadunidense, especialista em ética, comentarista de política e assuntos públicos. Como cientista político, ele é considerado um dos principais representantes teóricos do chamado realismo político americano, juntamente com Hans Morgenthau. A ele é creditada a Oração da Serenidade.

## Biografia
Professor do Union Theological Seminary por mais de 30 anos. Niebuhr foi um dos principais intelectuais públicos da América por várias décadas do século XX e recebeu a Medalha Presidencial da Liberdade em 1964. Teólogo público, ele escreveu e falou frequentemente sobre a interseção de religião, política e políticas públicas, com seus mais influentes livros incluindo Moral Man e Immoral Society e The Nature and Destiny of Man. Este último está classificado em 18º lugar entre os 100 melhores livros de não ficção do século XX pela Biblioteca Moderna. Andrew Bacevich rotulou o livro de Niebuhr The Irony of American History "o livro mais importante já escrito sobre a política externa dos Estados Unidos". O historiador Arthur Schlesinger Jr. descreveu Niebuhr como "o teólogo americano mais influente do século XX" e Time a postumamente chamou Niebuhr de "o maior teólogo protestante na América desde Jonathan Edwards".
Começando como um ministro com simpatias da classe trabalhadora na década de 1920 e compartilhando com muitos outros ministros um compromisso com o pacifismo e o socialismo, seu pensamento evoluiu durante os anos 1930 para a teologia realista neo-ortodoxa à medida que ele desenvolvia a perspectiva filosófica conhecida como realismo cristão. Ele atacou o utopismo como ineficaz para lidar com a realidade, escrevendo em The Children of Light and the Children of Darkness (1944), "A capacidade do homem para a justiça torna a democracia possível; mas a inclinação do homem para a injustiça torna a democracia necessária." O realismo de Niebuhr se aprofundou depois de 1945 e o levou a apoiar os esforços americanos para enfrentar o comunismo soviético em todo o mundo. Um orador poderoso, ele foi um dos pensadores mais influentes das décadas de 1940 e 1950 nas relações públicas. Niebuhr lutou com os liberais religiosos sobre o que ele chamou de suas visões ingênuas das contradições da natureza humana e do otimismo do Evangelho Social, e lutou com os conservadores religiosos sobre o que ele via como sua visão ingênua das Escrituras e sua definição estreita de "religião verdadeira". Durante esse tempo, ele foi visto por muitos como o rival intelectual de John Dewey.
As contribuições de Niebuhr para a filosofia política incluem a utilização de recursos da teologia para defender o realismo político. Seu trabalho também influenciou significativamente a teoria das relações internacionais, levando muitos estudiosos a se afastar do idealismo e abraçar o realismo. Um grande número de estudiosos, incluindo cientistas políticos, historiadores políticos e teólogos, notaram sua influência em seu pensamento. Além de acadêmicos, ativistas como Myles Horton e Martin Luther King Jr. e vários políticos também citaram sua influência em seu pensamento, incluindo Hillary Clinton, Hubert Humphrey, Dean Acheson, James Comey, Madeleine Albright, e John McCain, bem como os presidentes Barack Obama e Jimmy Carter. Nos últimos anos, houve um interesse renovado no trabalho de Niebuhr, em parte por causa da admiração de Obama. Em 2017, a PBS lançou um documentário sobre Niebuhr An American Conscience: The Reinhold Niebuhr Story.
Além de seus textos políticos, Niebuhr também é conhecido por ter composto a Oração da Serenidade, uma oração amplamente recitada que foi popularizada por Alcoólicos Anônimos. Niebuhr também foi um dos fundadores da Americans for Democratic Action e do International Rescue Committee e também passou um tempo no Institute for Advanced Study em Princeton, enquanto trabalhava como professor visitante em Harvard e Princeton. Ele também era irmão de outro teólogo proeminente, H. Richard Niebuhr.

## Teologia neo-ortodoxa
Em 1939, Niebuhr explicou sua odisséia teológica:

...  meio caminho do meu ministério, que se estende aproximadamente da paz de Versalhes [1919] à paz de Munique [1938], medido em termos da história ocidental, passei por uma conversão bastante completa de pensamento que envolvia a rejeição de quase todos os ideais e idéias teológicas liberais com os quais me aventurei em 1915. Escrevi um livro [Does Civilization Need Religion?], o meu primeiro, em 1927, que quando agora consultado provou conter quase todos os moinhos de vento teológicos contra os quais hoje inclino minha espada. Esses moinhos de vento devem ter tombado logo em seguida, pois cada volume subsequente expressa uma revolta cada vez mais explícita contra o que geralmente é conhecido como cultura liberal.
Na década de 1930, Niebuhr desenvolveu muitas de suas ideias sobre pecado e graça, amor e justiça, fé e razão, realismo e idealismo, e a ironia e tragédia da história, o que estabeleceu sua liderança no movimento neo-ortodoxo na teologia. Influenciado fortemente por Karl Barth e outros teólogos dialéticos da Europa, ele começou a enfatizar a Bíblia como um registro humano da autorrevelação divina; ofereceu a Niebuhr uma reorientação crítica, mas redentora, da compreensão da natureza e do destino da humanidade.
Niebuhr expressou suas ideias em princípios centrados em Cristo, como o Grande Mandamento e a doutrina do pecado original. Sua principal contribuição foi sua visão do pecado como um evento social - como orgulho - com o egocentrismo egoísta como a raiz do mal. O pecado do orgulho era evidente não apenas nos criminosos, mas mais perigosamente nas pessoas que se sentiam bem com seus atos - um pouco como Henry Ford (a quem ele não mencionou pelo nome). A tendência humana de corromper o bem foi o grande insight que ele viu manifestado em governos, empresas, democracias, sociedades utópicas e igrejas. Esta posição está profundamente estabelecida em um de seus livros mais influentes, Moral Man and Immoral Society (1932). Ele desmascarava a hipocrisia e a pretensão e fazia de evitar ilusões farisaicas o centro de seus pensamentos.
Niebuhr argumentou que abordar a religião como uma tentativa individualista de cumprir os mandamentos bíblicos em um sentido moralista não é apenas uma impossibilidade, mas também uma demonstração do pecado original do homem, que Niebuhr interpretou como amor-próprio. Por meio do amor-próprio, o homem se concentra em sua própria bondade e salta para a falsa conclusão - que ele chamou de "ilusão Prometeu"- de que ele pode alcançar a bondade por si mesmo. Assim, o homem confunde sua capacidade parcial de transcender a si mesmo com a capacidade de provar sua autoridade absoluta sobre sua própria vida e mundo. Constantemente frustrado por limitações naturais, o homem desenvolve uma ânsia de poder que destrói ele e todo o seu mundo. A história é o registro dessas crises e julgamentos que o homem faz sobre si mesmo; é também a prova de que Deus não permite que o homem ultrapasse suas possibilidades. Em contraste radical com a ilusão de Prometeu, Deus se revela na história, especialmente personificado em Jesus Cristo, como amor sacrificial que vence a tentação humana à deificação própria e torna possível a história humana construtiva.

## The Irony of American History
Em 1952, Niebuhr publicou The Irony of American History, no qual ele interpretou o significado do passado dos Estados Unidos. Niebuhr questionou se uma interpretação humana e "irônica" da história americana era confiável por seus próprios méritos ou apenas no contexto de uma visão cristã da história. O conceito de ironia de Niebuhr referia-se a situações em que "as consequências de um ato são diametralmente opostas à intenção original" e "a causa fundamental da disparidade reside no próprio ator e em seu propósito original". Sua leitura da história americana com base nessa noção, embora da perspectiva cristã, está tão arraigada em eventos históricos que leitores que não compartilham de suas visões religiosas podem ser levados à mesma conclusão. O grande inimigo de Niebuhr era o idealismo. O idealismo estadunidense, ele acreditava, vem em duas formas: o idealismo dos não intervencionistas antiguerra, que se envergonham do poder; e o idealismo dos imperialistas pró-guerra, que disfarçam o poder de virtude. Disse que os não intervencionistas, sem citar Harry Emerson Fosdick, nominalmente, buscam preservar a pureza de suas almas, seja denunciando ações militares ou exigindo que toda ação realizada seja inequivocamente virtuosa. Eles exageram os pecados cometidos por seu próprio país, desculpam a malevolência de seus inimigos e, como polemistas posteriores colocaram, inevitavelmente culpam os EUA em primeiro lugar. Niebuhr argumentou que essa abordagem era uma forma piedosa de se recusar a enfrentar problemas reais.

## Oração da Serenidade
Niebuhr disse que escreveu a versão curta da Oração da Serenidade. Fred R. Shapiro, que lançou dúvidas sobre a afirmação de Niebuhr, admitiu em 2009 que, "A nova evidência não prova que Reinhold Niebuhr escreveu [a oração], mas melhora significativamente a probabilidade de ele ser o autor". A primeira versão conhecida da oração, de 1937, atribui a oração a Niebuhr nesta versão: "Pai, dê-nos coragem para mudar o que deve ser alterado, serenidade para aceitar o que não pode ser evitado e o discernimento para saber discernir entre as duas". A versão mais popular, cuja autoria é desconhecida, diz:
Deus me conceda serenidade para aceitar as coisas que não posso mudar,

Coragem para mudar as coisas que posso,

E sabedoria para saber a diferença.

## Publicações selecionadas
- Leaves from the Notebook of a Tamed Cynic, Richard R. Smith pub, (1930), Westminster John Knox Press 1991 reedição: ISBN 0-664-25164-1, diário dos julgamentos de um jovem ministro
- Moral Man and Immoral Society: A Study of Ethics and Politics, Charles Scribner's Sons (1932), Westminster John Knox Press 2002: ISBN 0-664-22474-1;
- Interpretation of Christian Ethics, Harper & Brothers (1935)
- Beyond Tragedy: Essays on the Christian Interpretation of History, Charles Scribner's Sons (1937), ISBN 0-684-71853-7
- Christianity and Power Politics, Charles Scribner's Sons (1940)
- The Nature and Destiny of Man: A Christian Interpretation, Charles Scribner's Sons (1943), de suas Gifford Lectures de 1939, Volume um: Human Nature, Volume dois: Human Destiny. As edições de reimpressão incluem: Prentice Hall vol.1: ISBN 0-02-387510-0, Westminster John Knox Press 1996 conjunto de 2 vols: ISBN 0-664-25709-7
- The Children of Light and the Children of Darkness, Charles Scribner's Sons (1944), Prentice Hall 1974 edição: ISBN 0-02-387530-5, Macmillan 1985 edição: ISBN 0-684-15027-1, 2011 reimpressão da University of Chicago Press, com uma nova introdução por Gary Dorrien: ISBN 978-0-226-58400-3
- Faith and History (1949) ISBN 0-684-15318-1
- The Irony of American History, Charles Scribner's Sons (1952), 1985 1985 reimpressão: ISBN 0-684-71855-3, Simon and Schuster: ISBN 0-684-15122-7, 2008 reimpressão da University of Chicago Press, com uma nova introdução de Andrew J. Bacevich: ISBN 978-0-226-58398-3, trecho
- Christian Realism and Political Problems (1953) ISBN 0-678-02757-9
- The Self and the Dramas of History, Charles Scribner's Sons (1955), University Press of America, 1988 edition: ISBN 0-8191-6690-1
- Love and Justice: Selections from the Shorter Writings of Reinhold Niebuhr, ed. D. B. Robertson (1957), Westminster John Knox Press 1992 reimpressão, ISBN 0-664-25322-9
- Pious and Secular America (1958) ISBN 0-678-02756-0
- Reinhold Niebuhr on Politics: His Political Philosophy and Its Application to Our Age as Expressed in His Writings ed. por Harry R. Davis e Robert C. Good. (1960) online
- A Nation So Conceived: Reflections on the History of America From Its Early Visions to its Present Power com Alan Heimert, Charles Scribner's Sons (1963)
- The Structure of Nations and Empires (1959) ISBN 0-678-02755-2
- Niebuhr, Reinhold. The Essential Reinhold Niebuhr: Selected Essays and Addresses ed. por Robert McAffee Brown (1986). 264 pp. Yale University Press, ISBN 0-300-04001-6
- Remembering Reinhold Niebuhr. Letters of Reinhold & Ursula M. Niebuhr, ed. por Ursula Niebuhr (1991) Harper, 0060662344
- Reinhold Niebuhr: Major Works on Religion and Politics: Leaves from the Notebook of a Tamed Cynic, Moral Man and Immoral Society, The Children of Light and the Children of Darkness, The Irony of American History, Other Writings [Writings on Current Events 1928-1967, Prayers, Sermons and Lectures on Faith and Belief], ed. por Elisabeth Sifton (2016, Library of America/Literary Classics of the United States, 2016), 978-1-59853-375-0